# Komet LINEAR 41
Komet LINEAR 41 ali 209P/LINEAR je periodični komet z obhodno dobo okoli 5,0 let.

 Komet pripada Jupitrovi družini kometov, Spada tudi med blizuzemeljska telesa (NEO) .

## Odkritje
Komet so odkrili 3. februarja 2004 v programu LINEAR (Lincoln Near-Earth Asteroid Research).

## Lastnosti
Ob odkritju je imel magnitudo 18,1. Leta 2009 je imel magnitudo 19,7 .